# Tấn Liệt công
Tấn Liệt công (chữ Hán: 晋烈公, cai trị: 421 TCN – 395 TCN hoặc 415 TCN - 389 TCN), tên thật là Cơ Chỉ (姬止), là vị vua thứ 38 của nước Tấn - chư hầu nhà Chu trong lịch sử Trung Quốc.
Tấn Liệt công là con của Tấn U công – vua thứ 37 nước Tấn. Sau khi U công bị giết, đại phu Ngụy Tư lập Cơ Chỉ lên nối ngôi, tức là Tấn Liệt công.
Năm 403 TCN, Chu Uy Liệt Vương chính thức phong cho 3 đại phu Hàn Kiền, Triệu Tịch và Ngụy Tư làm chư hầu ngang hàng với vua Tấn. Từ đó trên lãnh thổ nước Tấn cũ có 4 nước cùng tồn tại là Tấn, Hàn, Triệu, Ngụy. Thực lực của Tấn Liệt công lúc đó đã rất suy yếu.
Tấn Liệt công ở ngôi 27 năm. Ông mất khoảng năm 395 TCN/389 TCN. Con ông là Cơ Kỳ lên nối ngôi, tức là Tấn Hoàn công.